# Malcolm Barrett
Malcolm Barrett (Brooklyn, 24 febbraio 1980) è un attore statunitense, principalmente attivo nel campo televisivo.

## Filmografia parziale

### Attore

#### Cinema
- King of the Jungle, regia di Seth Zvi Rosenfeld (2000)
- Swimfan - La piscina della paura (Swimfan), regia di John Polson (2002)
- Rhythm of the Saints, regia di Sarah Rogacki (2003)
- The Forgotten, regia di Joseph Ruben (2003)
- American Violet, regia di Tim Disney (2008)
- The Hurt Locker, regia di Kathryn Bigelow (2008)
- La ragazza del mio migliore amico (My Best Friend's Girl), regia di Howard Deutch (2008)
- L'amore all'improvviso - Larry Crowne (Larry Crowne), regia di Tom Hanks (2011)
- Missed Connections, regia di Martin Snyder (2012)
- Peeples, regia di Tina Gordon Chism (2013)
- Orenthal: The Musical, regia di Jeff Rosenberg (2013)
- Dear White People, regia di Justin Simien (2014)
- Terremoto 10.0, regia di David Gidali (2014)
- Addicted to Fresno, regia di Jamie Babbit (2015)
- Crazy Dirty Cops (War on Everyone), regia di John Michael McDonagh (2016)
- C'era una truffa a Hollywood (The Comeback Trail), regia di George Gallo (2020)

#### Cortometraggi
- Love Conquers Al, regia di Kamali Minter (2007)
- The Highs & Lows of Milo Brown, regia di Benjamin Van Den Broeck (2008)
- Imaginary Larry, regia di Riki Lindhome e Dori Oskowitz (2009)
- Mission: Rebound, regia di Gigi Nicolas (2010)
- Revenge of the Nerds, regia di Desha Dauchan (2011)
- Caught a Ghost: Get Your Life, regia di Justin Simien (2014)
- Ricky Robot Arms, regia di Mark Manalo (2014)
- Man with a Movie Camera, regia di Ameenah Kaplan (2014)
- Reunited, regia di George Nienhuis (2015)

#### Televisione
- The Beat – serie TV, episodio 1x05 (2000)
- I Soprano (The Sopranos) – serie TV, episodio 4x07 (2002)
- Law & Order - I due volti della giustizia (Law & Order) – serie TV, episodi 11x13-13x04 (2001-2002)
- Law & Order: Criminal Intent – serie TV, episodio 2x16 (2003)
- Luis – serie TV, 9 episodi (2003)
- The Big House – serie TV, episodio 1x03 (2004)
- Kelsey Grammer Presents: The Sketch Show – serie TV, (2005)
- C'è sempre il sole a Philadelphia (It's Always Sunny in Philadelphia) – serie TV, episodio 1x01 (2005)
- Ghost Whisperer - Presenze (Ghost Whisperer) – serie TV, episodio 1x09 (2005)
- Let Go, regia di Bonnie Hunt – film TV (2006)
- Psych – serie TV, episodio 2x04 (2007)
- Side Order of Life – serie TV, episodi 1x02-1x07 (2007)
- The Minister of Divine – film TV (2007)
- Detective Monk (Monk) – serie TV, episodio 7x03 (2008)
- Floored and Lifted – webserie (2009)
- Dirty Backs – miniserie TV (2010)
- Better Off Ted - Scientificamente pazzi (Better Off Ted) – serie TV, 26 episodi (2009-2010)
- La strana coppia (The Good Guys) – serie TV, episodio 1x19 (2010)
- Most Likely to Succeed, regia di Michael Patrick Jann – film TV (2010)
- Southland – serie TV, episodio 3x07 (2011)
- Traffic Light – serie TV, episodi 1x05-1x11 (2011)
- Aiutami Hope! (Raising Hope) – serie TV, episodio 1x21 (2011)
- The Mentalist – serie TV, episodio 4x06 (2011)
- Other People's Kids, regia di Michael Fresco – film TV (2011)
- Rebounding, regia di Jason Winer – film TV (2012)
- Schlub Life, regia di Victor Nelli Jr. – film TV (2013)
- Walk This Way – webserie, episodio 1x03 (2013)
- The Office – serie TV, episodio 9x23 (2013)
- The Soul Man – serie TV, episodi 2x04-2x05-2x06 (2013)
- L.A. Rangers – webserie (2013)
- Pulling, regia di Jason Moore – film TV (2013)
- Garfunkel and Oates – serie TV, episodio 1x01 (2014)
- Mission Control, regia di Don Scardino – film TV (2014)
- Kroll Show – serie TV, episodi 3x01-3x05 (2015)
- Nerd Court – webserie, 6 episodi (2015)
- Key & Peele – serie TV, episodio 5x01 (2015)
- Keith Broke His Leg – webserie (2015)
- Truth Be Told – serie TV, episodi 1x02-1x09 (2015)
- Dropping the Soap – webserie, episodi 1x01-1x02 (2015)
- Now We're Talking – webserie (2016)
- Timeless – serie TV (2016-2018)
- Preacher – serie TV (2017-2018)
- Timeless: The Movie (The Miracle of Christmas), regia di John Showalter – film TV (2018)
- Santa Clarita Diet – serie TV, episodio 3x06 (2019)
- Genius – miniserie TV, 8 puntate (2021)
- The Changeling – serie TV (2023)
- Non sono ancora morta (Not Dead Yet) – serie TV, episodi 2x09-2x10 (2024)

### Doppiatore
- Zombie Murder Explosion Die! - webserie, 2 episodi (2012)
- Gentlemen Lobsters - webserie, episodi 3x01-3x05 (2016)

## Doppiatori italiani
Nelle versioni in italiano delle opere in cui ha recitato, Malcolm Barrett è stato doppiato da:
- Paolo Vivio in L'amore all'improvviso - Larry Crowne, Timeless, Timeless: The Movie, La pazza storia del mondo - Parte II
- Simone Crisari ne I Soprano
- Lorenzo Scattorin in Law & Order: Criminal Intent
- Marco Baroni in Ghost Whisperer - Presenze
- Alberto Bognanni in Psych
- Alessandro Quarta in Detective Monk
- Riccardo Scarafoni ne La ragazza del mio migliore amico
- Franco Mannella in Better Off Ted - Scientificamente pazzi
- Roberto Gammino in The Mentalist
- Dodo Versino in Crazy Dirty Cops
- Renato Novara in Preacher
- Alessandro Capra in The Boys
- Luca Graziani in Santa Clarita Diet
- Alessandro Budroni in Genius
- Massimo Bitossi in Non sono ancora morta